# Villanueva de Cameros
Villanueva de Cameros tỉnh và cộng đồng tự trị La Rioja, phía bắc Tây Ban Nha. Đô thị này có diện tích là 18,44 ki-lô-mét vuông, dân số năm 2009 là 105 người với mật độ 5,69 người/km². Đô thị này có cự ly 41 km so với Logroño.